# Bayard Taylor Horton
Bayard Taylor Horton (Gate City, 6 dicembre 1895 – Rochester, 6 luglio 1980) è stato un medico statunitense.

## Biografia
Dopo essersi laureato nel 1922 nell'Università della Virginia lavorò all'ospedale locale negli anni 1923-1925 e si specializzò nel 1928. Fece carriera all'interno della "Mayo Clinic", si specializzò nello studio delle cefalee: esaminò più di 1400 pazienti con tali manifestazioni in venti anni di studio (1937-1957). Ebbe diversi riconoscimenti e divenne presidente della società di medicina interna del Minnesota.

## Scoperte
A lui si deve
- Arterite temporale  chiamata infatti anche arterite di Horton
- Nevralgia di Horton, un antico nome della cefalea a grappolo
- Test di Horton, un esame diagnostico che permette una diagnosi differenziata sulle cefalee ricorrenti con l'aiuto di istamina